# تپه عسکرآباد
تپه عسکرآباد مربوط به دوران پیش از تاریخ ایران باستان است و در شهرستان اورمیه، بخش نازلوچای، روستای عسگرآباد واقع شده و این اثر در تاریخ ۱ آبان ۱۳۴۴ با شمارهٔ ثبت ۴۴۰ به‌عنوان یکی از آثار ملی ایران به ثبت رسیده است.